# Wite Michiels van Kessenich
Jhr. Louis Marie (Wite) Michiels van Kessenich (Maastricht, 12 februari 1938 – Den Haag, 27 oktober 1990) was een Nederlands politicus van de KVP en later het CDA.
Hij werd geboren als zoon van Willem baron Michiels van Kessenich die toen burgemeester van Maastricht was. Na te zijn afgestudeerd in de rechten aan de Rijksuniversiteit Utrecht begon hij in 1967 zijn carrière bij het ministerie van Economische Zaken en in 1972 stapte hij over naar het ministerie van Financiën waar hij ging werken bij de Inspectie der Rijksfinanciën. In september 1974 volgde zijn benoeming tot burgemeester van de Limburgse gemeenten Mheer en Sint Geertruid. Op 1 januari 1982 gingen beide en onder andere Margraten op in de nieuwe gemeente Margraten waarvan hij de burgemeester werd. In 1985 werd hij secretaris-generaal bij het ministerie van Financiën wat hij zou blijven tot hij eind 1990 op 52-jarige leeftijd overleed. Zijn vrouw Irene Michiels van Kessenich-Hoogendam was van 1987 tot 1999 namens het CDA lid van de Eerste Kamer.
- Biografisch Portaal: 12359961
- Parlement.com: vg09llzq5ex5